# ブライアン・L・ローシー
ブライアン・L・ローシー（Brian L. Losey、1960年11月11日 - ）は、アメリカ合衆国の海軍少将。日米ハーフで、米海軍特殊部隊ネイビー・シールズを指揮したことで知られる。